# Усман Аванг
Усман Аванг (малайск. Usman Awang) (17 июля 1929, Куала-Седили — 29 ноября 2001, Куала-Лумпур) — малайзийский поэт, драматург, прозаик, писавший на малайском языке. Национальный писатель Малайзии (1983).

## Краткая биография
Имя при рождении Ван Осман Ван Аванг (малайск. Wan Osman Wan Awang). Родился в бедной крестьянской семье. Окончил 6 классов малайской школы. Во время японской оккупации был угнан японцами в Сингапур на принудительные работы. После войны в 1946—1951 годах служил в полиции Джохора и Малакки. В 1951 году переехал в Сингапур, где первоначально работал корректором, а затем репортером газеты «Мелаю Райя» (Великая Малайя). Позднее поступил на работу в еженедельник «Минггуан Мелаю» (Малайский еженедельник), в 1952 году — в газету «Утусан Мелаю» (Малайский посланник"). На страницах этих газет начал публиковать первые стихи и рассказы. После провозглашения независимости в 1957 году жил в Куала-Лумпуре и до 1985 года работал в системе Совета по языку и литературе Малайзии.
В 1972 и 1990 гг. посетил Советский Союз.
Страдал диабетом, сердечной недостаточностью и почками. Похоронен на мусульманском кладбище "Букит Киара". Хотя премьер-министр направил семье соболезнование, однако никто из представителей властей, првящей партии или руководства Совета по языку и литературе, где долго проработал писатель, на похоронах не присутствовал. За год до этого Усман Аванг выпустил составленную им антологию стихов 30 поэтов "О народной беде", куда включил два своих стихотворения, посвященные тогда опальному Анвару Ибрагиму и его жене.

Усман Аванг читает свои стихи на вечере "Хиросима не должна повториться". Куала-Лумпур, 1987 г.

Усман Аванг в ИСАА МГУ им. М.В. Ломоносова. Москва, 1990.

Вечер памяти Усмана Аванга. Куала-Лумпур, 31.07.2006.

## Творчество
В ранний период творчества использовал псевдоним Тонгкат Варрант («Дубинка»). Один из основателей движения Поколение пятидесятников, выступавшего под лозунгом «литература для общества». Автор нескольких сборников поэзии, более двадцати пьес, одного романа («Там, где их настигла пуля»), многочисленных рассказов и публицистических статей. Произведения переведены на 11 языков мира, в том числе на русский. На китайский язык стихи поэта переводил известный китайский малаист У Цзунъюй.

## Оценка русской литературы
Он восхищался русской и советской литературой, разделял воззрения А. М. Горького о литературе для общества и даже поставил спектакль по мотивам романа «Мать». 
«Русская литература является лучшим свидетельством того, как литература (и в целом искусство) могут стать орудием борьбы народа за своё освобождение от угнетения, жестокости и цепей феодализма». — писал он.

## Общественная деятельность
Был первым председателем литературной организации «Пена» (Перо) (1961—1965). В 1964 году вместе с другими создал движение протеста против ущемления статуса малайского языка («Гроб 152»). В 1986 году выступил инициатором создания Совета по переводам и креативному творчеству Малайзии. Бессменно возглавлял Общество дружбы «Малайзия — Китай» со времени его создания в 1992 году.

## Критика. Мнения
Творчество поэта проникнуто гуманистическими идеями. Видный политический деятель и учёный Малайзии, являвшийся его близким другом, Сеид Хусин Али писал: 
«Усман считается, и совершенно оправданно, возможно лучшим поэтом, писавшим на малайском языке. Но более важно, что он безоговорочно признан и народным поэтом. Начав писать в 1955 году, Усман создал сравнительно немного — около 200 произведений. Но, как личность и поэт он своими стихами и идеями оказал более глубокое влияние, чем то, которое предполагает число его произведений. Большинство его стихов написаны простым и ясным языком, часто с налётом романтики и всегда прекрасны. Он был мастером, способным составлять слова в потрясающие фразы, которые классически великолепны, порой с ностальгическими и даже эскапистскими мотивами»
.
А вот как оценивает творчество писателя советский востоковед Б. Б. Парникель:
«Богатым, благозвучным, в чём-то очень традиционным языком он много и воодушевлённо пишет о родине, о любви, о свободе, и волна его эмоций поистине магически действует на читателей»

## Награды
- Литературная премия Юго-Восточной Азии (1982).
- Государственная литературная премия (1983).
- Звание Национальный писатель Малайзии (1983).
- Почётный доктор Университета Малайя.

## Переводы на русский язык
- Усман Аванг. Влипли. / Пер. Б. Парникеля. // Восточный альманах, вып. 5. — М.: Гослитиздат, 1962. — С. 259—267.
- Усман (Осман) Аванг. Пешки; Набросок; Далёкое воспоминание. // У обочины шоссе. Рассказы современных малайских писателей. Составление и пер. Б. Парникеля. — М.: Восточная литература, 1963.
- Усман Аванг. Доброе дело. / Перевод Б. Парникеля. // Доброе дело. Рассказы писателей Малайзии и Сингапура. Составление и предисловие Б. Парникеля. — Алма-Ата: Жазушы, 1973.
- Усман Аванг. Папаша Утих. Стихи. / Пер. В. Брагинского. // Памир, 1977. — № 1. — С. 76—77.
- Усман Аванг. Пешки; Чувство долга; Смерть женщины. / Пер. Б. Парникеля, Т. Дорофеевой и В. Сигаева. // Современная малайзийская новелла. Составители В. Сигаев и Б. Парникель. Предисл. Б. Парникеля. — М.: Прогресс, 1977.
- Усман Аванг. Там, где их настигла пуля. Повесть и рассказы. / Состав и предисл. Б. Парникеля. — М.: Восточная литература, 1984. (Сод.: Там, где их настигла пуля. Повесть (Пер. А. Рожанской). — Забастовка; Предвыборная кампания; Зрелище; Мимоходом. Рассказы. Пер. Т. Дорофеевой.)
- Усман Аванг. Дядя Смаил; Зачинщики; Баллада об убийстве старого берингина на обочине улицы. / Перевод Марины Елисеевой и Виктора Погадаева. // Ручей. Традиционная и современная малайская поэзия. / Составление и предисл. Б. Парникеля. — М.: Красная гора, 1996. — ISBN 5-87647-006-6.
- Усман Аванг. Маки; Баллада об убийстве старого берингина; Голос из могилы. // Покорять вышину. Стихи поэтов Малайзии и Индонезии в переводах Виктора Погадаева. — М.: Ключ-С, 2009. — ISBN 978-5-93136-089-8.

## Память
- 15 мая 2014 года в Куала-Лумпуре создан Фонд Усмана Аванга, который ежегодно присуждает Премию национальной интеграции имени Усмана Аванга.
- В апреле 2016 года выпущены марка и конверт специального гашения с изображением писателя [9]